# Ерёмин, Александр Климентьевич (Герой Советского Союза)
Александр Климентьевич Ерёмин (27 сентября 1921, Верхний Реутец, Курская губерния — 12 февраля 1944, Эстонская ССР) — участник Великой Отечественной войны, командир эскадрильи 15-го гвардейского штурмового авиационного полка (277-я штурмовая авиационная дивизия, 13-я воздушная армия, Ленинградский фронт), гвардии капитан. Герой Советского Союза.

## Биография
Родился 27 сентября 1921 года в с. Верхний Реутец, ныне Медвенского района Курской области, в семье крестьянина. Русский.
Раннее детство провел в родном селе, позже вместе с родителями переехал в город Курск.
В 1940 году, после окончания средней школы № 7, поступил в летное военное училище.
В Красной Армии — с 1940 года. В 1941 году окончил Чугуевскую военную авиационную школу. В действующей армии — с сентября 1941 года. Член ВКП(б)/КПСС с 1943 года.
Командир эскадрильи 15-го гвардейского штурмового авиационного полка гвардии капитан Александр Ерёмин совершил 123 боевых вылета, из них на штурмовку оборонительных сооружений, техники и живой силы — 78, железнодорожных эшелонов и автоколонн — 23, дальнобойных артиллерийских батарей, обстреливающих город Ленинград — 19, аэродромов противника — 3.
12 февраля 1944 года его самолёт был сбит в районе города Нарва.

## Награды
- Указом Президиума Верховного Совета СССР от 19 августа 1944 года командиру эскадрильи гвардейского штурмового авиационного полка гвардии капитану Ерёмину Александру Климентьевичу посмертно присвоено звание Героя Советского Союза.
- Награждён орденом Ленина, двумя орденами Красного Знамени, орденами Отечественной войны 1 степени и Красной Звезды, а также медалью «За оборону Ленинграда»[2].

## Память
- Именем Героя названа улица в Курске.
- На здании школы № 7, где учился Ерёмин, установлена мемориальная доска[1].